# Protracheoniscus mehelyi
Protracheoniscus mehelyi là một loài chân đều trong họ Trachelipodidae. Loài này được Kesselyak miêu tả khoa học năm 1930.